# Nicholas Georgiadis
 Nicholas Georgiadis  (* 14. September 1923 in Athen; † 10. März 2001 in London) war ein griechisch-britischer Maler, Bühnen- und Kostümbildner, der bekannt für seine Arbeiten für Ballettaufführungen, insbesondere in Zusammenarbeit mit Kenneth MacMillan, ist.

## Leben und Werk
Nicholas Georgiadis studierte Architektur an der Nationalen Technischen Universität Athen und machte seinen Abschluss 1946. Er bekam danach ein Fulbright-Post-Graduate-Stipendium an der Columbia University, New York City im Jahr 1952. Im darauf folgenden Jahr kam er nach London, um Malerei und Bühnenbild an der Slade School of Art zu studieren.
1955 gewann einen ersten Preis für Bühnenbild, was zu seiner Entdeckung durch Ninette de Valois und zu einem Auftrag für einen Entwurf für das Sadler’s Wells Theater in London führte. Dies markierte den Beginn einer professionellen Partnerschaft zwischen Georgiadis und Kenneth MacMillan für fast vier Jahrzehnte.
Von 1956, bis zu seinem Tod im Jahr 2001 arbeitete Georgiadis für einige der bekanntesten Produktionen im Ballett, in der Oper und im Theater. Für MacMillan entwarf er eine große Zahl von Ballettaufführungen, einschließlich Noctambules (1956), Romeo und Julia (1965), Manon (1974), Mayerling (1978), Orpheus (1982) und Der Prinz der Pagoden (1989).
Viele dieser Produktionen werden weiterhin bis auf den heutigen Tag im Royal Opera House in London und international aufgeführt.
Er arbeitete auch eng mit Rudolf Nurejew für dessen Aufführungen wie Sleeping Beauty (1966), Der Nussknacker (1968), The Tempest (1982) und Washington Square (1985) zusammen.
Außerhalb seiner Arbeit im Theater war er ein international bekannter Maler, mit Ausstellungen in Kassel, Venedig und London. Er hatte auch eine Leidenschaft für das Kino und arbeitete an einer Reihe von Film-Projekten mit, das berühmteste davon ist Die Troerinnen (The Trojan Women / 1971) mit Katharine Hepburn, Vanessa Redgrave und Irene Papas.
Im Jahr 1964 wurden Arbeiten von ihm auf der documenta III in Kassel in der Abteilung Malerei gezeigt. Er erhielt den Order of the British Empire für seinen Beitrag für die Kunst im Jahr 1984. Nicholas Georgiadis arbeitete bis zu seinem Tod im Jahr 2001.